# Питтсбург Пингвинз
«Пи́ттсбург Пи́нгвинз» (англ. Pittsburgh Penguins) — профессиональный хоккейный клуб, выступающий в НХЛ. Клуб базируется в городе Питтсбург, штат Пенсильвания, США. Пятикратный обладатель Кубка Стэнли (1991, 1992, 2009, 2016, 2017). Маскот — пингвин Айсбург.

## История
До «Пингвинов» в НХЛ уже играла команда из Питтсбурга — «Питтсбург Пайрэтс», с 1925 по 1930 годы. Домашние игры команда играла на арене «Дукейн-гарденс». В результате Великой депрессии владельцы клуба столкнулись с финансовыми трудностями. Упала посещаемость игр, клуб пытался продать своих звёздных игроков чтобы свести концы с концами.
Перед началом сезона 1930—1931 долг «Пиратов» составлял $400.000, не было средств для реконструкции старого ледового катка, и было принято решение о переезде клуба в другой город штата — Филадельфию, где они отыграли один сезон под названием «Филадельфия Квакерз».
Другой клуб из Питтсбурга — «Питтсбург Хорнетс» с 1930 по 1967 годы выступал в (АХЛ). В феврале 1966 года Питтсбургу была предоставлена франшиза клуба НХЛ, которым станет «Питтсбург Пингвинз». Это означало окончание истории «Шершней». 30 апреля 1967 года, в финале Кубка Колдера «Шершни» победили команду из Рочестера, забросив победную шайбу на 26 секунде дополнительного времени. Автором последней в истории «Шершней» шайбы стал Билли Харрис, будущий главный тренер сборной Канады в Суперсерии СССР — Канада 1974 года.

### Расширение НХЛ и создание клуба
Идея расширения НХЛ предлагалась ещё в 1963 году президентом «Нью-Йорк Рейнджерс» Уильямом Дженнингсом. Однако только в 1965 году предложение Дженнингса было принято, и президент НХЛ Кларенс Кэмпбелл объявил о расширении Национальной хоккейной лиги. Это решение означало окончание 25-летней эры «Оригинальной Шестёрки».
Весной 1965 года сенатор штата Пенсильвания от Киттаннинга (города в 71 км северо-восточнее Питтсбурга) Джек Эдвин Макгрегор со своим одноклассником по юридической школе Питером Блоком создали инициативную группу с целью возвращения франшизы НХЛ обратно в Питтсбург. Участниками группы стали самые известные и влиятельные общественные лица города, бывшие заядлыми любителями спорта. Группа инвесторов сосредоточила своё внимание на возможности использования НХЛ как инструмента для дальнейшего разностороннего развития Питтсбурга.
Макгрегор и Блок узнали, что по плану расширения НХЛ планирует добавить по две команды с Запада, Среднего Запада и Востока. На Западе франшиза досталась Окленду и Лос-Анджелесу, на Среднем Западе — Сент-Луису и Миннеаполису. На Востоке одну франшизу получила Филадельфия, а на другую претендовали два города — Буффало и Питтсбург. Какую из двух команд выберут — все зависело от голосов тогдашних владельцев клубов НХЛ.
Макгрегор обратился за помощью к Арту Руни, который смог убедить братьев Норрисов — Джеймса (владельца «Чикаго Блэкхокс») и Брюса (владельца «Детройт Ред Уингз») повлиять на голосование в пользу Питтсбурга.
Общими усилиями братьев Норрисов, Уильяма Дженнингса и Дэвида Молсона (владельца «Монреаль Канадиенс») 8 февраля 1966 года НХЛ вручила франшизу Питтсбургу.

### Название
Следующим важным вопросом был выбор названия клуба.
Мнения разделились, болельщикам нравилось старое название («Шершни»), однако руководство клуба, и в первую очередь Питер Блок, в категоричной форме заявили о том, что под таким названием команда в НХЛ играть не будет.

«В начале у меня были сомнения, но затем я окончательно решил переименовать клуб, — вспоминает Питер Блок. — „Шершни“ были командой из низшей Лиги. Мы знали, что на драфте расширения нам достанутся не самые лучшие игроки, поэтому не хотели, чтобы нас продолжали считать коллективом уровня АХЛ».

В дальнейшем стало известно, что с названием нового клуба руководство определилось уже заранее. Его предложила супруга Джека Макгрегора — Кэрол.

«Когда Джек стал совладельцем, он был очень взволнован» — рассказывает Кэрол. — Первым делом он предложил назвать команду. Мы стали думать над этим и перебирать возможные варианты, начинавшиеся на букву «П». Я спросила его как болельщики называют «Сивик-Арену»? «Иглу» — ответил муж. Тогда я подумала лед… Питтсбург… Пингвины. Мы перебрали ещё несколько вариантов, но каждый раз возвращались к пингвинам. «Пингвинз» пришлись по душе всем нашим друзьям, после чего мы сделали эскиз черно-белой формы".

Это название также поддержали 700 человек из 26 тысяч приславших свои варианты на конкурс, проведённый газетой Post-Gazette.
Новое название хоккейного клуба из Питтсбурга был официально обнародовано 10 февраля 1967 года. Спустя 5 дней Эмилию Робертс из городка Бель-Вернона назвали победительницей конкурса болельщиков, наградив первым в истории клуба сезонным абонементом.
Большую роль в выборе названия сыграло решение использовать черно-бело-жёлтую расцветку, идентичную расцветкам двух других клубов из Питтсбурга — «Пиратов» из MLB и «Сталеваров» из NFL.

### Становление команды
Процесс становления команды затягивался. Вплоть до 1974 года «пингвины» выступали слабо. Однако сезон 1974/75 получился самым лучшим в недолгой истории команды. В регулярном чемпионате они набрали 89 очков, дошли до второго раунда плей-офф и вели в серии 3-0 против «Нью-Йорк Айлендерс», после чего проиграли 4 последующих матча. «Питтсбург» стал второй командой в истории НХЛ, проигравшей в серии после счёта 3-0 (первый раз это случилось в 1942 году, когда «Торонто Мейпл Лифс» отыгрались со счёта 0-3 в финальной серии против «Детройт Ред Уингз»).

### Эпоха Марио Лемьё
Заняв последнее место в лиге в сезоне 1983/84, команда получила право первого выбора на драфте. Под общим первым номером на драфте 1984 года, «Пингвинз» выбрали Марио Лемьё, который, играя последний год в QMJHL набрал за сезон 282 (133+149) очка в 70 играх. Впоследствии его будут называть «Супер-Марио», а он в свою очередь станет символом и иконой при жизни для всего Питтсбурга. Но в тот день, когда его выбрали «Пингвины», Марио настолько расстроился, что отказался даже позировать в форме своего нового клуба. Ведь Лемьё, как и любой другой франко-канадец, всегда мечтал играть в форме «Монреаля». Эпоха Марио Лемьё началась 11 июня 1984 года, когда он дебютировал в НХЛ в матче против «Бостона». Эта эпоха ознаменуется выигрышем двух Кубков Стэнли в 1991 и 1992 годах.
Кроме Марио Лемьё в той команде блистали: Яромир Ягр, Рон Фрэнсис, Пол Коффи и Лэрри Мерфи, в воротах уверенно играл Том Баррассо. В последующие годы после завоевания Кубков Стэнли «пингвины» неизменно выходили в плей-офф, однако даже приблизиться к завоеванию 3-го Кубка им не удалось.
Лемьё часто подвергался травмам и болезням и после сезона 1996/97 он всё-таки вынужден был уйти из большого хоккея. Ему пришлось долго лечиться от рака и хронической травмы спины.
В конце 1990-х годов команда испытывала финансовые проблемы, для решения которых клуб был вынужден распродать всех своих лидеров. Марио Лемьё став одним из владельцев «Пингвинз», в сезоне 2000/2001 объявил о возобновлении игровой карьеры. Команда сумела добраться до финала конференции, где проиграла «Нью-Джерси Девилз» — 1:4. Окончательно Лемьё ушёл из профессионального хоккея в сезоне 2005/06.

### Эпоха Сидни Кросби и Евгения Малкина
С сезона 2001/02 и до сезона 2005/06 «пингвины» занимали последнее место в своём дивизионе и не попадали в плей-офф. Во многом повторилась история 1984 года, когда «пингвины» заняли последнее место и обеспечили себе право первыми выбирать на драфте. В 2003 году, под первым номером в «Питтсбург» уходит вратарь Марк-Андре Флёри. В 2004, под вторым общим номером Евгений Малкин, а в 2005 — под первым номером выбирают Сидни Кросби. С 2003 по 2006 год, «пингвины» выбирали 2 раза первыми и 2 раза вторыми. Первые успехи пришли в сезоне 2007/08. Флёри уверенно провёл концовку регулярки и весь плей-офф, Малкин стал лучшим бомбардиром и снайпером команды, набрав 106 очков за сезон и забив 47 шайб, а в плей-офф ещё 10 шайб, Сидни Кросби стал лучшим бомбардиром розыгрыша Кубка Стэнли, набрав 27 очков. Их совместные усилия привели команду к финалу Кубка Стэнли, где «пингвины» проиграли более опытному «Детройту» — 4:2.
В 2009 году «Питтсбург» всё-таки завоевал Кубок Стэнли, взяв у «Детройта» в 7 встречах реванш за прошлогоднее поражение в финале. Евгений Малкин стал первым российским хоккеистом, который выиграл приз самому ценному игроку плей-офф — «Конн Смайт Трофи».

### Новая арена и травмы
В сезоне 2010-11 «Питтсбург» провели свою первую игру на новой арене «Consol Energy Center».
Во время сокращенного из-за локаута сезона 2012-13 «Пингвинз» снова боролись с серьёзными травмами.
За шесть лет после завоевания своего третьего Кубка Стэнли «Питтсбург» лишь однажды доходил до финала конференции, в 2013 году всухую проиграв «Бостону», а в остальные годы не проходил дальше 2-го раунда. Перед сезоном 2014/2015 владельцами клуба, Марио Лемьё и Рональдом Берклом было решено освободить от занимаемой должности генерального менеджера команды, Рэя Шеро. 6 июня 2014, на его место был назначен бывший генеральный менеджер «Каролины Харрикейнз» — Джим Рутерфорд. Первым решением Рутерфорда было увольнение главного тренера Дэна Байлсмы. 25 июня на пост главного тренера был назначен Майк Джонстон, который до этого руководил клубом «Портленд Уинтерхокс» из Западной хоккейной лиги.

### Два Кубка Стэнли подряд и 50-летний юбилей (2015—2017)
Сезон 2015/2016 также поначалу складывался неудачно. В первой половине регулярного чемпионата «Питтсбург» показывал слабую игру и шёл вне зоны плей-офф. 13 декабря руководство клуба было вынуждено сменить главного тренера, на место Майка Джонстона пришёл Майк Салливан. После этого игра команды преобразилась, «Питтсбург» набрал ход, мощно провёл вторую часть регулярного чемпионата и закончил его на 2-м месте в Столичном дивизионе. В первом раунде плей-офф «пингвины» уверенно обыграли «Нью-Йорк Рейнджерс» со счётом 4—1. Во втором раунде в шести матчах обыграли обладателя Президентского кубка 2016 и одного из главных фаворитов сезона «Вашингтон Кэпиталз». В финале Восточной конференции, в упорной семиматчевой серии была побеждена «Тампа». В финале Кубка Стэнли «Питтсбург» в шести матчах обыграл «Сан-Хосе Шаркс» и в четвёртый раз в своей истории завоевал главный трофей лиги. Самым ценным игроком плей-офф был признан капитан «Пингвинз» Сидни Кросби. Ключевыми факторами успеха команды стали: уверенная игра голкипера-новичка Мэтта Мюррея, преодоление игрового спада лидеров Сидни Кросби и Евгения Малкина, а также результативная игра связки Карл Хагелин—Ник Бонино—Фил Кессел, чьё звено HBK набрало в 24 играх плей-офф 56 (20+36) очков.
В сезоне 2016/17, «Питтсбург» сохранил чемпионский состав и уверенно провёл регулярный чемпионат по итогам которого набрал 111 очков и занял общее 2-е место в лиге на 7 очков отстав от «Вашингтона». В первом раунде плей-офф «Пингвинз» в пяти матчах обыграли «Коламбус Блю Джекетс». Во втором раунде «Питтсбург» как и год назад снова встретился с «Вашингтон Кэпиталз». «Питтсбург» выиграл в двух стартовых матчах на гостевом льду. В третьем матче «столичные» смогли одержать первую победу в серии, однако уже в следующем матче, несмотря на отсутствие Сидни Кросби, «Пингвинз» выигрывают и счёт в серии становится 3-1 в пользу «Питтсбурга». Далее «Вашингтон» одерживает две победы и делает счёт в серии равным 3-3. В седьмом матче, несмотря на 29 нанесённых бросков по своим воротам, «Пингвинз» не позволили «Вашингтону» ни разу забить и выиграли в матче со счётом 0:2. «Питтсбург Пингвинз» второй год подряд обыграл во втором раунде «Вашингтон Кэпиталз» и вышел в финал Восточной конференции, где их соперником стала «Оттава Сенаторз». После первых двух матчей серии в Питтсбурге, счёт в серии был равный 1-1. К середине 1-го периода матча № 3 «Питтсбург» уступал со счётом 0:4, после чего в воротах Мэтт Мюррей заменил Марка-Андре Флёри, проведшего все предыдущие матчи плей-офф 2017, однако матч закончился крупной победой «Оттавы» со счётом 5:1. Далее последовало две подряд победы «Питтсбурга», что позволило пенсильванской команде сделать счёт в серии 3-2 в свою пользу, однако «Сенаторз» выиграли в матче № 6 и сравняли счёт в серии. В решающем матче серии «Питтсбург» дважды выходил вперёд в счёте, но «Оттава» каждый раз сравнивала его. В итоге основное время матча завершилось со счётом 2:2. На шестой минуте 2-го овертайма нападающий «Пингвинз» Крис Кунитц поразил ворота «Сенаторз» и вывел «Питтсбург Пингвинз» в финал Кубка Стэнли. Соперником «Питтсбурга» по финалу стал клуб «Нэшвилл Предаторз». В первых пяти матчах финальной серии команды одерживали победы исключительно на домашнем льду. Счёт 0:0 в шестом матче продержался до 59-й минуты, когда нападающий «Питтсбурга» Патрик Хёрнквист открыл счёт, удачно сыграв на добивании. «Нэшвилл» заменил своего вратаря на шестого полевого игрока, однако Карл Хагелин забил шайбу в пустые ворота и гарантировал своей команде итоговую победу. «Питтсбург Пингвинз» второй год подряд стал обладателем Кубка Стэнли, а Сидни Кросби также второй год подряд был признан самым ценным игроком плей-офф.

### Период плей-офф
Перед сезоном 2017/18 «Питтсбург» покинул ряд игроков. Так нападающий Ник Бонино перешёл в «Нэшвилл», Мэтт Каллен в «Миннесоту Уайлд», Крис Кунитц в «Тампу», а защитник Тревор Дэйли подписал контракт с «Детройтом». Также на драфте расширения вновь созданный клуб «Вегас Голден Найтс» забрал у «Пингвинз» вратаря Марка-Андре Флёри. Старт сезона для «Питтсбург Пингвинз» выдался крайне тяжёлым. Так уже во втором матче регулярного чемпионата «Питтсбург» потерпел поражение от «Чикаго Блэкхокс» со счётом 1:10. Испытывая «кубковое похмелье», команда к концу 2017 года занимала лишь 10-е место в конференции и шла вне зоны плей-офф. Однако далее «Питтсбург» смог найти свою игру, по итогам чемпионата набрал 100 очков и занял 2-е место в дивизионе. В первом раунде плей-офф «Питтсбург Пингвинз» в «пенсильванском дерби» в шести матчах обыграл «Филадельфию Флайерз» и вышел во второй раунд, где третий год подряд встретился с «Вашингтон Кэпиталз». Несмотря на победы в 1-м и 4-м матчах, «Питтсбург» в итоге проиграл серию «Вашингтону» со счётом 2-4 и потерял шансы совершить «три-пит».
29 ноября 2021 года Fenway Sports Group объявила о намерении приобрести контрольный пакет акций Penguins. 31 декабря 2021 года они официально стали владельцами контрольного пакета акций «Питтсбург Пингвинз», Марио Лемье и Рон Беркл продали свою долю FSG за $900 млн. В первом раунде плей-офф Кубка Стэнли 2022 года «Пингвинз» проиграли в семи играх «Нью-Йорк Рейнджерс», несмотря на преимущество в серии со счётом 3-1.
Сезон 2022-23 запомнился двумя важными событиями для «Пингвинз». 23 ноября 2022 года Евгений Малкин сыграл свою 1000-ю игру в НХЛ, став вторым игроком в истории франшизы, сыгравшим свою 1000-ю игру в форме «Пингвинз». Это повторилось всего через несколько месяцев спустя, когда его товарищ по команде Крис Летанг также сыграл свою 1000-ю игру 2 апреля 2023 года. По итогам сезона, «Пингвинз» впервые пропустили плей-офф с момента дебюта Сидни Кросби в 2005-06 годах, прервав 16-сезонную серию плей-офф и приведя к увольнениям президента и генерального менеджера.

### Эпоха Дубаса
1 июня 2023 года Кайл Дубас был назначен новым президентом команды по хоккейным операциям.
6 августа «Пингвинс» в трёхсторонней сделке обменяли защитника Эрика Карлссона, в которой также участвовали «Монреаль Канадиенс».
18 февраля 2024 года «Пингвины» вывели из обращения номер 68 легенды франшизы Яромира Ягра на предматчевом праздновании, и Ягр стал всего лишь третьим игроком «Пингвинз», удостоенным этой чести.
До крайнего срока обмена в НХЛ «Пингвинс» расстались с опытным игроком и любимчиком фанатовв команды форвардом Джейком Генцелем, обменяв его в «Каролина Харрикейнз». Несмотря на обмены и выход в плей-офф в конце сезона, «Пингвинз» выбыли из борьбы за плей-офф второй год подряд в предпоследний вечер сезона, когда «Детройт Ред Уингз» победили «Монреаль Канадиенс» в дополнительное время, а «Кэпиталз» победили «Филадельфия Флайерз», завоевав последнюю путевку в плей-офф.

## Статистика
Сокращения: Игр = сыгранные матчи в регулярном чемпионате, В = победы, П = поражения, Н = ничьи, ПО = поражения в овертаймах, ШЗ = забитые шайбы, ШП = пропущенные шайбы, ШВ = штрафное время (мин.), Место = место, занятое в указанном дивизионе по итогам регулярного чемпионата, Плей-офф = результат в плей-офф
| Сезон   | Игр | В  | П  | Н  | ПО | Очков | ШЗ  | ШП  | ШВ   | Место               | Плей-офф |
| ------- | --- | -- | -- | -- | -- | ----- | --- | --- | ---- | ------------------- | --- |
| 1967-68 | 74  | 27 | 34 | 13 | —  | 67    | 195 | 216 | 554  | 5, Западный         | не попали |
| 1968-69 | 76  | 20 | 45 | 11 | —  | 51    | 189 | 252 | 677  | 5, Западный         | не попали |
| 1969-70 | 76  | 26 | 38 | 12 | —  | 64    | 182 | 238 | 1038 | 2, Западный         | проиграли в полуфинале, 2:4 («Сент-Луис») |
| 1970-71 | 78  | 21 | 37 | 20 | —  | 62    | 221 | 240 | 1079 | 6, Западный         | не попали |
| 1971-72 | 78  | 26 | 38 | 14 | —  | 66    | 220 | 258 | 978  | 4, Западный         | проиграли в четвертьфинале, 0:4 («Чикаго») |
| 1972-73 | 78  | 32 | 37 | 9  | —  | 73    | 257 | 265 | 866  | 5, Западный         | не попали |
| 1973-74 | 78  | 28 | 41 | 9  | —  | 65    | 242 | 273 | 950  | 5, Западный         | не попали |
| 1974-75 | 80  | 37 | 28 | 15 | —  | 89    | 326 | 289 | 1119 | 3, Норрис           | выиграли в предварительном раунде, 2:0 («Сент-Луис») проиграли в четвертьфинале, 3:4 («Айлендерс») |
| 1975-76 | 80  | 35 | 33 | 12 | —  | 82    | 339 | 303 | 1004 | 3, Норрис           | проиграли в предварительном раунде, 1:2 («Торонто») |
| 1976-77 | 80  | 34 | 33 | 13 | —  | 81    | 240 | 252 | 669  | 3, Норрис           | проиграли в предварительном раунде, 1:2 («Торонто») |
| 1977-78 | 80  | 25 | 37 | 18 | —  | 68    | 254 | 321 | 1300 | 4, Норрис           | не попали |
| 1978-79 | 80  | 36 | 31 | 13 | —  | 85    | 281 | 279 | 1039 | 2, Норрис           | выиграли в предварительном раунде, 2:1 («Баффало») проиграли в четвертьфинале, 0:4 («Бостон») |
| 1979-80 | 80  | 30 | 37 | 13 | —  | 73    | 251 | 303 | 1038 | 3, Норрис           | проиграли в предварительном раунде, 2:3 («Бостон») |
| 1980-81 | 80  | 30 | 37 | 13 | —  | 73    | 302 | 345 | 1807 | 4, Норрис           | проиграли в предварительном раунде, 2:3 («Сент-Луис») |
| 1981-82 | 80  | 31 | 36 | 13 | —  | 75    | 310 | 337 | 2212 | 4, Патрик           | проиграли в полуфинале дивизиона, 2:3 («Айлендерс») |
| 1982-83 | 80  | 18 | 53 | 9  | —  | 45    | 257 | 394 | 1859 | 6, Патрик           | не попали |
| 1983-84 | 80  | 16 | 58 | 6  | —  | 38    | 254 | 390 | 1695 | 6, Патрик           | не попали |
| 1984-85 | 80  | 24 | 51 | 5  | —  | 53    | 276 | 385 | 1493 | 6, Патрик           | не попали |
| 1985-86 | 80  | 34 | 38 | 8  | —  | 76    | 313 | 305 | 1538 | 5, Патрик           | не попали |
| 1986-87 | 80  | 30 | 38 | 12 | —  | 72    | 297 | 290 | 1693 | 5, Патрик           | не попали |
| 1987-88 | 80  | 36 | 35 | 9  | —  | 81    | 319 | 316 | 2211 | 6, Патрик           | не попали |
| 1988-89 | 80  | 40 | 33 | 7  | —  | 87    | 347 | 349 | 2670 | 2, Патрик           | выиграли в полуфинале дивизиона, 4:0 («Рейнджерс») проиграли в финале дивизиона, 3:4 («Филадельфия») |
| 1989-90 | 80  | 32 | 40 | 8  | —  | 72    | 318 | 359 | 2132 | 5, Патрик           | не попали |
| 1990-91 | 80  | 41 | 33 | 6  | —  | 88    | 342 | 305 | 1641 | 1, Патрик           | выиграли в полуфинале дивизиона, 4:3 («Нью-Джерси») выиграли в финале дивизиона, 4:1 («Вашингтон») выиграли в финале конференции, 4:2 («Бостон») выиграли Кубок Стэнли, 4:2 («Норт Старз»)                      |
| 1991-92 | 80  | 39 | 32 | 9  | —  | 87    | 343 | 308 | 1907 | 3, Патрик           | выиграли в полуфинале дивизиона, 4:3 («Вашингтон») выиграли в финале дивизиона, 4:2 («Рейнджерс») выиграли в финале конференции, 4:0 («Бостон») выиграли Кубок Стэнли, 4:0 («Чикаго»)                           |
| 1992-93 | 84  | 56 | 21 | 7  | —  | 119   | 367 | 268 | 1776 | 1, Патрик           | выиграли в полуфинале дивизиона, 4:1 («Нью-Джерси») проиграли в финале дивизиона, 3:4 («Айлендерс») |
| 1993-94 | 84  | 44 | 27 | 13 | —  | 101   | 299 | 285 | 1624 | 1, Северо-восточный | проиграли в четвертьфинале конференции, 2:4 («Вашингтон») |
| 1994-95 | 48  | 29 | 16 | 3  | —  | 61    | 181 | 158 | 1036 | 2, Северо-восточный | выиграли в четвертьфинале конференции, 4:3 («Вашингтон») проиграли в полуфинале конференции, 1:4 («Нью-Джерси»)                                                                                                 |
| 1995-96 | 82  | 49 | 29 | 4  | —  | 102   | 362 | 284 | 1623 | 1, Северо-восточный | выиграли в четвертьфинале конференции, 4:2 («Вашингтон») выиграли в полуфинале конференции, 4:1 («Рейнджерс») проиграли в финале конференции, 3:4 («Флорида»)                                                   |
| 1996-97 | 82  | 38 | 36 | 8  | —  | 84    | 285 | 280 | 1498 | 2, Северо-восточный | проиграли в четвертьфинале конференции, 1:4 («Филадельфия») |
| 1997-98 | 82  | 40 | 24 | 18 | —  | 98    | 228 | 188 | 1225 | 1, Северо-восточный | проиграли в четвертьфинале конференции, 2:4 («Монреаль») |
| 1998-99 | 82  | 38 | 30 | 14 | —  | 90    | 242 | 225 | 977  | 3, Атлантический    | выиграли в четвертьфинале конференции, 4:3 («Нью-Джерси») проиграли в полуфинале конференции, 2:4 («Торонто»)                                                                                                   |
| 1999-00 | 82  | 37 | 31 | 8  | 6  | 88    | 241 | 236 | 1221 | 3, Атлантический    | выиграли в четвертьфинале конференции, 4:1 («Вашингтон») проиграли в полуфинале конференции, 2:4 («Филадельфия»)                                                                                                |
| 2000-01 | 82  | 42 | 28 | 9  | 3  | 96    | 281 | 256 | 1585 | 3, Атлантический    | выиграли в четвертьфинале конференции, 4:2 («Вашингтон») выиграли в полуфинале конференции, 4:3 («Баффало») проиграли в финале конференции, 1:4 («Нью-Джерси»)                                                  |
| 2001-02 | 82  | 28 | 41 | 8  | 5  | 69    | 198 | 249 | 1248 | 5, Атлантический    | не попали |
| 2002-03 | 82  | 27 | 44 | 6  | 5  | 65    | 189 | 255 | 1125 | 5, Атлантический    | не попали |
| 2003-04 | 82  | 23 | 47 | 8  | 4  | 58    | 190 | 303 | 1270 | 5, Атлантический    | не попали |
| 2004-05 | —   | —  | —  | —  | —  | —     | —   | —   | —    | —                   | — |
| 2005-06 | 82  | 22 | 46 | —  | 14 | 58    | 244 | 316 | 1539 | 5, Атлантический    | не попали |
| 2006-07 | 82  | 47 | 24 | —  | 11 | 105   | 277 | 246 | 1211 | 2, Атлантический    | проиграли в четвертьфинале конференции, 1:4 («Оттава») |
| 2007-08 | 82  | 47 | 27 | —  | 8  | 102   | 247 | 216 | 1155 | 1, Атлантический    | выиграли в четвертьфинале конференции, 4:0 («Оттава») выиграли в полуфинале конференции, 4:1 («Рейнджерс») выиграли в финале конференции, 4:1 («Филадельфия») проиграли в финале Кубка Стэнли, 2:4 («Детройт»)  |
| 2008-09 | 82  | 45 | 28 | —  | 9  | 99    | 264 | 239 | 1114 | 2, Атлантический    | выиграли в четвертьфинале конференции, 4:2 («Филадельфия») выиграли в полуфинале конференции, 4:3 («Вашингтон») выиграли в финале конференции, 4:0 («Каролина») выиграли в финале Кубка Стэнли, 4:3 («Детройт») |
| 2009-10 | 82  | 47 | 28 | —  | 7  | 101   | 257 | 237 | ---- | 2, Атлантический    | выиграли в четвертьфинале конференции, 4:2 («Оттава») проиграли в полуфинале конференции, 3:4 («Монреаль») |
| 2010-11 | 82  | 49 | 25 | —  | 8  | 106   | 238 | 199 | ---- | 2, Атлантический    | проиграли в четвертьфинале конференции, 3:4 («Тампа-Бэй») |
| 2011-12 | 82  | 51 | 25 | —  | 6  | 108   | 282 | 221 | ---- | 2, Атлантический    | проиграли в четвертьфинале конференции, 2:4 («Филадельфия») |
| 2012-13 | 48  | 36 | 12 | —  | 0  | 72    | 165 | 119 | ---- | 1, Атлантический    | выиграли в четвертьфинале конференции, 4:2 («Айлендерс») выиграли в полуфинале конференции, 4:1 («Оттава») проиграли в финале конференции, 0:4 («Бостон»)                                                       |
| 2013-14 | 82  | 51 | 24 | —  | 7  | 109   | 249 | 207 | ---- | 1, Столичный        | выиграли в первом раунде, 4:2 («Коламбус») проиграли во втором раунде, 3:4 («Рейнджерс») |
| 2014-15 | 82  | 43 | 27 | —  | 12 | 98    | 221 | 210 | ---- | 4, Столичный        | проиграли в первом раунде, 1:4 («Рейнджерс») |
| 2015-16 | 82  | 48 | 26 | —  | 8  | 104   | 245 | 203 | ---- | 2, Столичный        | выиграли в первом раунде, 4:1 («Рейнджерс») выиграли во втором раунде, 4:2 («Вашингтон») победа в финале конференции, 4:3 («Тампа-Бэй») победа в финале Кубка Стэнли, 4:2 («Сан-Хосе»)                          |
| 2016-17 | 82  | 50 | 21 | —  | 11 | 111   | 282 | 234 | ---- | 2, Столичный        | выиграли в первом раунде, 4:1 («Коламбус») выиграли во втором раунде, 4:3 («Вашингтон») победа в финале конференции, 4:3 («Оттава») победа в финале Кубка Стэнли, 4:2 («Нэшвилл»)                               |
| 2017-18 | 82  | 47 | 29 | —  | 6  | 100   | 272 | 250 | ---- | 2, Столичный        | выиграли в первом раунде, 4:2 («Филадельфия») проиграли во втором раунде, 2:4 («Вашингтон») |
| 2018-19 | 82  | 44 | 26 | —  | 12 | 100   | 273 | 241 | ---- | 3, Столичный        | проиграли в первом раунде, 0:4 («Айлендерс») |
| 2019-20 | 69  | 40 | 23 | —  | 6  | 86    | 224 | 196 | ---- | 3, Столичный        | проиграли в квалификационном раунде, 1:3 («Монреаль») |
| 2020-21 | 56  | 37 | 16 | —  | 3  | 77    | 196 | 156 | ---- | 1, Восточный        | проиграли в первом раунде, 2:4 («Айлендерс») |
| 2021-22 | 82  | 46 | 25 | —  | 11 | 103   | 272 | 229 | ---- | 3, Столичный        | проиграли в первом раунде, 3:4 («Рейнджерс») |
| 2022-23 | 82  | 40 | 31 | —  | 11 | 91    | 262 | 264 | ---- | 5, Столичный        | не попали |
| 2023-24 | 82  | 38 | 32 | —  | 12 | 88    | 255 | 251 | ---- | 5, Столичный        | не попали |
| 2024-25 | 82  | 34 | 36 | —  | 12 | 80    | 243 | 293 | ---- | 7, Столичный        | не попали |

## Команда

### Текущий состав
| №                         | Игрок               | Страна                    | Хват    | Дата рождения             | Рост (см) | Вес (кг) | Средняя зарплата ($) | Действителен до |
| Вратари                   | Вратари             | Вратари                   | Вратари | Вратари                   | Вратари   | Вратари  | Вратари              | Вратари         |
| ------------------------- | ------------------- | ------------------------- | ------- | ------------------------- | --------- | -------- | -------------------- | --------------- |
| 30                        | Йоэль Блумквист     | Финляндия                 | Левый   | 10 января 2002 (23 года)  | 189       | 83       | 886,667              | 2025/26         |
| 31                        | Артур Шилов         | Латвия                    | Левый   | 22 марта 2001 (24 года)   | 193       | 92       | 850,000              | 2025/26         |
| 35                        | Тристан Джарри      | Канада                    | Левый   | 29 апреля 1995 (30 лет)   | 188       | 88       | 5,375,000            | 2027/28         |
| Защитники                 |                     |                           |         |                           |           |          |                      |                 |
| -                         | Мэтт Дамба          | Канада                    | Левый   | 25 июля 1994 (31 год)     | 183       | 75       | 3,750,000            | 2025/26         |
| 3                         | Джек Сент-Ивэни     | Соединённые Штаты Америки | Правый  | 22 июля 1999 (26 лет)     | 188       | 88       | 775,000              | 2026/27         |
| 5                         | Райан Ши            | Соединённые Штаты Америки | Левый   | 11 февраля 1997 (28 лет)  | 185       | 80       | 900,000              | 2025/26         |
| 24                        | Мэтт Гризлик        | Соединённые Штаты Америки | Левый   | 5 января 1994 (31 год)    | 180       | 79       | 2,750,000            | 2024/25         |
| 25                        | Себастьян Ахо       | Швеция                    | Левый   | 17 февраля 1996 (29 лет)  | 177       | 80       | 775,000              | 2025/26         |
| 27                        | Райан Грейвс        | Канада                    | Левый   | 21 мая 1995 (30 лет)      | 196       | 103      | 4,500,000            | 2028/29         |
| -                         | Александр Алексеев  | Россия                    | Левый   | 15 ноября 1999 (25 лет)   | 193       | 91       | 775,000              | 2025/26         |
| 29                        | Паркер Уозерспун    | Канада                    | Левый   | 24 августа 1997 (27 лет)  | 185       | 86       | 1,000,000            | 2026/27         |
| 38                        | Оуэн Пикеринг       | Канада                    | Левый   | 27 января 2004 (21 год)   | 195       | 81       | 886,667              | 2026/27         |
| 58                        | Крис Летанг — А     | Канада                    | Правый  | 24 апреля 1987 (38 лет)   | 183       | 91       | 6,100,000            | 2027/28         |
| 65                        | Эрик Карлссон       | Швеция                    | Правый  | 31 мая 1990 (35 лет)      | 182       | 87       | 11,500,000           | 2026/27         |
| 75                        | Коннор Клифтон      | Соединённые Штаты Америки | Правый  | 28 апреля 1995 (30 лет)   | 180       | 79       | 3,330,000            | 2025/26         |
| 76                        | Филип Кемп          | Соединённые Штаты Америки | Левый   | 12 февраля 1999 (26 лет)  | 191       | 90       | 775,000              | 2026/27         |
| 82                        | Калеб Джонс         | Соединённые Штаты Америки | Левый   | 6 июня 1997 (28 лет)      | 185       | 88       | 900,000              | 2026/27         |
| Левые крайние нападающие  |                     |                           |         |                           |           |          |                      |                 |
| 14                        | Боконджи Имама      | Канада                    | Левый   | 3 августа 1996 (29 лет)   | 185       | 97       | 775,000              | 2025/26         |
| 15                        | Йоона Коппанен      | Финляндия                 | Левый   | 25 февраля 1998 (27 лет)  | 195       | 87       | 775,000              | 2025/26         |
| 43                        | Дантон Хайнен       | Канада                    | Левый   | 5 июля 1995 (30 лет)      | 185       | 85       | 2,500,000            | 2025/26         |
| 49                        | Рафаэль Харви-Пинар | Канада                    | Левый   | 6 января 1999 (26 лет)    | 175       | 79       | 775,000              | 2025/26         |
| 83                        | Мэтт Ньето          | Соединённые Штаты Америки | Левый   | 5 ноября 1992 (32 года)   | 180       | 86       | 900,000              | 2024/25         |
| Центрфорварды             |                     |                           |         |                           |           |          |                      |                 |
| 18                        | Томас Новак         | Соединённые Штаты Америки | Левый   | 28 апреля 1997 (28 лет)   | 185       | 86       | 3,500,000            | 2026/27         |
| 19                        | Коннор Дьюар        | Канада                    | Левый   | 26 июня 1999 (26 лет)     | 178       | 77       | 1,100,000            | 2025/26         |
| 41                        | Вилле Койвунен      | Финляндия                 | Левый   | 13 июня 2003 (22 года)    | 183       | 75       | 805,833              | 2025/26         |
| 46                        | Блейк Лизотт        | Соединённые Штаты Америки | Левый   | 13 декабря 1997 (27 лет)  | 171       | 78       | 1,850,000            | 2025/26         |
| 53                        | Филип Томасино      | Канада                    | Правый  | 28 июля 2001 (24 года)    | 183       | 85       | 1,750,000            | 2025/26         |
| 55                        | Ноэль Аччари        | Соединённые Штаты Америки | Правый  | 1 декабря 1991 (33 года)  | 178       | 94       | 2,000,000            | 2025/26         |
| 71                        | Евгений Малкин — А  | Россия                    | Левый   | 31 июля 1986 (39 лет)     | 192       | 88       | 6,100,000            | 2025/26         |
| 87                        | Сидни Кросби — К    | Канада                    | Левый   | 7 августа 1987 (38 лет)   | 180       | 91       | 8,700,000            | 2026/27         |
| Правые крайние нападающие |                     |                           |         |                           |           |          |                      |                 |
| -                         | Джастин Бразо       | Канада                    | Правый  | 2 февраля 1998 (27 лет)   | 195       | 100      | 1,500,000            | 2026/27         |
| 2                         | Рутгер Макгроарти   | Соединённые Штаты Америки | Левый   | 30 марта 2004 (21 год)    | 185       | 90       | 950,000              | 2026/27         |
| 13                        | Кевин Хейз          | Соединённые Штаты Америки | Левый   | 8 мая 1992 (33 года)      | 196       | 103      | 7,140,000            | 2025/26         |
| 17                        | Брайан Раст         | Соединённые Штаты Америки | Правый  | 11 мая 1992 (33 года)     | 180       | 87       | 5,125,000            | 2027/28         |
| 22                        | Самуэль Пулен       | Канада                    | Левый   | 25 февраля 2001 (24 года) | 188       | 94       | 775,000              | 2025/26         |
| 39                        | Энтони Манта        | Канада                    | Левый   | 16 сентября 1994 (30 лет) | 195       | 102      | 2,500,000            | 2025/26         |
| 48                        | Валттери Пуустинен  | Финляндия                 | Правый  | 4 июня 1999 (26 лет)      | 175       | 81       | 775,000              | 2025/26         |
| 67                        | Рикард Ракелль      | Швеция                    | Правый  | 5 мая 1993 (32 года)      | 185       | 88       | 5,000,000            | 2027/28         |

### Штаб
| Должность            | Имя          | Страна                    | Дата рождения            | В должности |
| -------------------- | ------------ | ------------------------- | ------------------------ | ----------- |
| Генеральный менеджер | Кайл Дубас   | Канада                    | 29 ноября 1985 (39 лет)  | с 2023 года |
| Главный тренер       | Дэн Мьюз     | Соединённые Штаты Америки | 21 июля 1982 (43 года)   | с 2025 года |
| Помощник тренера     | Ник Бонино   | Соединённые Штаты Америки | 20 апреля 1988 (37 лет)  | с 2025 года |
| Помощник тренера     | Ричард Клун  | Канада                    | 25 апреля 1987 (38 лет)  | с 2025 года |
| Помощник тренера     | Тодд Нельсон | Канада                    | 15 мая 1969 (56 лет)     | с 2025 года |
| Тренер вратарей      | Энди Чиодо   | Канада                    | 25 апреля 1983 (42 года) | с 2021 года |

### Неиспользуемые номера
- 21 — Мишель Бриер, центральный нападающий (1969—1970). Выведен из обращения 5 января 2001 года.
- 66 — Марио Лемьё, центральный нападающий (1984—1997, 2000—2006). Выведен из обращения 5 октября 2006 года.
- 68 — Яромир Ягр, правый крайний нападающий (1990—2001). Выведен из обращения 18 февраля 2024 года.

## Индивидуальные рекорды
- Наибольшее количество очков за сезон: Марио Лемьё — 199 (1988-89)
- Наибольшее количество заброшенных шайб за сезон: Марио Лемьё — 85 (1988-89)
- Наибольшее количество результативных передач за сезон: Марио Лемьё — 114 (1988-89)
- Наибольшее количество штрафных минут за сезон: Пол Бакстер — 409 (1981-82)
- Наибольшее количество очков, набранных защитником за один сезон: Пол Коффи — 113 (1988-89)
- Наибольшее количество очков, набранных новичком за один сезон: Сидни Кросби — 102 (2005-06)